# Katarina Bogataj Gradišnik
Katarina Bogataj Gradišnik, slovenska prevajalka, bibliotekarka in literarna zgodovinarka,*  11. november 1933, Ljubljana.

## Življenje
Katarina Bogataj je obiskovala bežigrajsko gimnazijo, kjer je leta 1952 maturirala. Po opravljeni maturi je na Filozofski fakulteti v Ljubljani najprej diplomirala iz nemščine, leta 1956, dve leti kasneje iz angleščine, leta 1962 pa še iz literarne teorije. Med študijem sta bila med drugim njena profesorja tudi Anton Slodnjak in Anton Ocvirk. Leta 1988 je doktorirala iz primerjalne književnosti pri Janku Kosu na temo Sentimentalni roman in njegovi odmevi v slovenski zgodnjemeščanski prozi. Opravila je tudi dva strokovna tečaja v Nemčiji in tečaj na temo moderne angleške literature na Škotskem v Aberdeenu.
Leta 1974 se je poročila z Janezom Gradišnikom. Med letoma 1959 in 1961 je bila honorarno zaposlena v Pionirski knjižnici. Od leta 1961 in vse do upokojitve leta 1986 je bila bibliotekarka na oddelku za germanistiko, jezike in književnost na ljubljanski Filozofski fakulteti. Prevajala je iz nemščine in angleščine skoraj izključno novejšo literaturo, z izjemo Hoffmannovih Pripovedk (COBISS), ki sta jih prevedla skupaj z možem. Prav tako se je ukvarjala z esejistiko in literarno zgodovino: John Galsworthy (1960), Društvo mrtvih pesnikov (1993) (COBISS), Bidermajerske prvine v dveh Stritarjevih besedilih (2001) (COBISS), Preobrazba sentimentalne dediščine ob narodotvorni vlogi slovenskega romana (2003) (COBISS). Napisala je nekaj spremnih besed k romanom iz zbirke Sto romanov (Tristram Shandy (COBISS), Stepni volk (COBISS), Groteskni ples (COBISS) in nekaterim drugim delom: Franz Kafka: Amerika (1992) (COBISS), Hermann Hesse: Potovanje v Jutrovo deželo (2006) (#full COBISS).

## Nagrade
Leta 1986 je s soavtorji prejela nagrado Sklada Borisa Kidriča za Literarni leksikon. 